# شهرداری رایس حمیدو
شهرداری رایس حمیدو (به عربی: بلدیة الرایس حمیدو) یک شهرداری در الجزایر است که در استان الجزیره واقع شده‌است.